# 省藤
省藤（学名：Calamus rotang）为棕榈科省藤属的一种，原生于印度、斯里兰卡及缅甸，是一种藤本植物。本种也是东南亚其中一种用来制造藤具的原料，能编制成家具，包括篮子、桌、椅、手枚、伞、编织品等等。

## 形态
本种基部向上生长10米后，坚韧而有弹性的茎条开始转为横向生长，直径约数厘米，可长达200米或更多。其茎极有弹性、厚度均匀，叶鞘及叶柄有成圈的倒刺，使其得以攀附在其他植物之上。羽状复叶互生，长60至80厘米，附有两排朝上的尖刺。
本种为雌雄异株，花簇生，总状花序为布满尖刺的佛焰苞所包裹。果实可食用，为陀螺形的鳞果，果实会渗出鲜红的树脂，成为药用的血竭。
- 茎部
- 果实
- 结果的省藤

## 文化
本种的藤制品广受欢迎，价格不菲，但也很大程度上被竹子、灯心草、蒿柳等植物的编织品所取代。
- 藤椅
- 藤制家具